# Ustav Gruzije
Ustav Gruzije (gruz. საქართველოს კონსტიტუცია, sakartvelos k'onstitutsia) vrhovni je zakon Gruzije. Odobrio ga je Parlament Gruzije 24. kolovoza 1995. godine, a stupio je na snagu 17. listopada 1995. godine. Ustav je zamijenio Uredbu o državnoj vlasti iz studenoga 1992. koja je djelovala kao privremeni temeljni zakon nakon raspada Sovjetskog Saveza.

## Rana ustavna povijest
21. veljače 1921. godine, suočena s početkom sovjetske agresije, Ustavotvorna skupština Gruzije usvojila je ustav Demokratske Republike Gruzije, prvi moderni temeljni zakon u povijesti nacije.
Za vrijeme Zvijada Gamsahurdije, prvog demokratski izabranog predsjednika novo neovisne Gruzije, nacija je nastavila funkcionirati prema ustavu Gruzijske Sovjetske Socijalističke Republike iz 1978. godine, koji se temeljio na ustavu Sovjetskog Saveza iz 1977. godine. Prvi postkomunistički parlament opsežno je izmijenio taj dokument. U veljači 1992. godine Gruzijski nacionalni kongres (zamjenski parlament izabran 1990.) službeno je odredio gruzijski ustav iz 1921. kao važeći ustav Gruzije. Ta je deklaracija dobila legitimitet potpisima Džabe Joselianija i Tengiza Kitovanija, u to vrijeme dvojice od tri člana vladajućeg Vojnog vijeća. U veljači 1993. godine, Eduard Ševardnadze pozvao je na opsežne revizije ustava iz 1921. Okarakterizirajući velike dijelove tog dokumenta potpuno neprihvatljivim, Ševardnadze je predložio formiranje ustavnog povjerenstva za izradu nove verzije do prosinca 1993. godine.

## Amandmani iz 2004.
Dana 4. siječnja 2004. godine, Mihail Saakašvili pobijedio je na predsjedničkim izborima, velikom većinom od 96 posto glasova. Ustavni amandmani ubrzani su kroz Parlament u veljači, jačajući ovlasti predsjednika za razrješenje parlamenta i stvaranje premijerskog mjesta. Zurab Žvania imenovan je premijerom, a Nino Burdžanadze, privremeni predsjednik, postao je predsjednik parlamenta.

## Amandmani iz 2010.
Dana 15. listopada 2010. godine, parlament Gruzije usvojio je sa 112 glasova pet glavnih izmjena ustava, koji su značajno smanjili ovlasti predsjednika Gruzije u korist premijera i vlade. Novi ustav stupio je na snagu 17. studenoga 2013. godine inauguracijom Giorgija Margvelašvilija, pobjednika na predsjedničkim izborima 2013.

## Amandmani iz 2017. – 2018.
Parlament Gruzije je 26. rujna 2017. godine raspravljao je o ustavnim amandmanima i usvojio ih sa 117 glasova za i dva protiv. Oporba je bojkotirala glasanje. Prema novom legislativi, izravni predsjednički izbori trebaju se ukinuti, a zemlja će prijeći na potpuno proporcionalnu parlamentarnu zastupljenost 2024. godine. Dana 9. listopada, predsjednik Giorgi Margvelašvili stavio je veto na amandmane i vratio nacrt zakona Parlamentu sa svojim prigovorima, ali Parlament je poništio veto i odobrio početnu verziju 13. listopada. Daljnji amandmani, koji uključuju nekoliko promjena koje je preporučila Venecijanska komisija, usvojeni su 21. ožujka 2018.
Sljedeći amandmani bili su u ustavu:
- Definiranje braka kao "zajednicu žene i muškarca u svrhu stvaranja obitelji."[8]
- Poljoprivredno zemljište je „resurs od iznimnog značaja“ i može biti u vlasništvu samo „države, samoupravnog entiteta, državljanina Gruzije ili saveza gruzijskih građana“.[9]